# Endomyxa
Endomyxa es un subfilo de protistas del filo Cercozoa que comprende varias grupos de ameboides fagotrofos de vida libre, o parásitos no fagotrofos, que viven en el suelo, agua dulce o son marinos. Predominantemente producen reticulopodios. Dos de los grupos son de vida libre alimentándose de bacterias, algas y hongos (Gromiidea y Vampyrellidea), otro es parásito de las plantas (Phytomyxea), y el restante es parásito de los animales (Ascetosporea).